# Багратион-Имеретинский, Александр Георгиевич
Князь Александр Георгиевич Багратион-Имеретинский (груз. ალექსანდრე ბაგრატიონ-იმერეტინსკი; 1796 — 5 февраля 1862) — генерал от кавалерии, участник Отечественной войны 1812 года и русско-турецкой войны 1828—1829 годов.

## Биография
Родился в 1796 году. Сын царевича Георгия (1778—1807), мать — царевна Дареджана. 20 февраля 1810 года российская администрация отстранила Имеретинского царя Соломона от власти и ввела войска, чтобы взять имеретинское царство под свой контроль. Соломон ответил тем, что вернулся в Имеретию и поднял восстание против России, и пробовал заручиться поддержкой Турции, Ирана и наполеоновской Франции. Царевич Александр с русскими войсками выступил против мятежников. В течение июля, августа и сентября участвовал в сражениях с мятежниками из крепчайших позиций Гелате, Нагареви, и Гогии, а также в разбитии неприятеля при селении Верхней Сакаро. Во всех этих делах царевич Александр проявил отличное усердие и храбрость.
В 1811 году царевна Дареджана получила высочайшее соизволение на приезд к русскому двору, для представления двух своих сыновей Александра и Дмитрия на службу государя императора. На переезд ей было отпущено 3000 рублей. Царевна попросила определить Александра в камер-пажи. Но определение князя Александра в камер-пажи не состоялось. В том же году он прямо пожалован в корнеты, с назначением в лейб-гвардии Уланский полк и высочайшим приказом от 10 апреля 1811 года за проявленную храбрость против мятежников награждён орденом Святой Анны 2-й степени. Принимал участие в Отечественной войне 1812 года, за что 30 августа 1814 года награждён бронзовой медалью. 11 апреля 1818 года произведен в поручики.
В 1818 году умерла царевна Дареджан. Император Александр I на имя министра внутренних дел сделал распоряжение: Двум сыновьям Александру и Дмитрию Имеретинским, служащим ныне лейб-гвардии в Уланском полку, всемилостивейше повелеваю: 1) Вместо получаемых ныне каждым из них на содержание по 3600 рублей в год ассигнациями, производить впредь на оное каждому по 6456 рублей, а обоим 12912 рублей ассигнациями в год из государственного казначейства. 2) На заплату долгов выдать им единовременно 13000 рублей ассигнациями из того же казначейства.
Принимал участие в усмирении декабрьского восстания 1825 года. 22 августа 1826 года за отличие по службе награждён орденом Святого Владимира 4-й степени. Принимал участие в русско-турецкой войне 1828—1829 годов.
Скончался 5 февраля 1862 года.

## награды
Российской империи:
- Орден Святой Анны 2-й степени (10 апреля 1811)
- Золотое оружие «за храбрость» (1828)
- Польский знак отличия за военное достоинство 3-й степени (1832)
- Орден Святого Владимира 3-й степени (1832)
- Орден Святого Станислава 1-й степени (1837)
- Орден Святой Анны 1-й степени (1839); императорская корона к ордену (1847)
- Орден Святого Георгия 4-й степени за 25 лет беспорочной службы в офицерских чинах (1840)
- Знак отличия беспорочной службы за XX лет (1840)
- Орден Святого Владимира 2-й степени (1845)
- Орден Белого орла (1850)
- Знак отличия беспорочной службы за XXXV лет (1855)
- Орден Святого Александра Невского (1857)

Иностранных государств:
- Орден Красного орла 2-го класса (1835)
- Орден Льва и Солнца 1-й степени (1838)